# Греко-египетские отношения
Греко-египетские отношения — двусторонние дипломатические отношения между Грецией и Египтом. Благодаря прочным культурным и историческим связям между двумя народами, страны в настоящее время поддерживают дружеские отношения. В 1821 года Греция стала независимым государством и вскоре установила дипломатические отношения с Египтом. Греция входит в НАТО, а Египет — основной союзник США из стран, не входящих в НАТО. 
Страны являются членами Союза для Средиземноморья, ООН, МВФ и ОБСЕ.

## История
Между странами с древних времён налажена система сильных культурных и исторических связей, что нашло отражение в виде указания македонского царя Александра Македонского о строительстве города Александрии на восточном побережье Средиземного моря. Богатое культурное наследие укрепило отношения этих народов. В настоящее время между странами сложили тёплые отношения. В Египта существует значительная греческая община, в основном в Александрии, которая является вторым по величине городом Египта, а также резиденцией греческого православного патриархата Александрии. После окончания Греческой революции в 1832 году греко-египетские отношения постепенно развиваются, подписан ряд соглашений о сотрудничестве в области торговли, туризма, экономики и обороны, происходят регулярные встречи глав государств. В 2014 году Греция являлась 6-м крупнейшим иностранным инвестором в экономику Египта.

## Сотрудничество
Страны сотрудничают в области торговли, морского права, энергетики, культуры и туризма: Греция является четвёртым крупнейшим европейским инвестором в экономику Египта, более 208 греческих компаний представлены на египетском рынке, а Египет является шестым крупнейшим торговым партнёром Греции.

## Трёхсторонние саммиты

### Трёхсторонний саммит 2014 года в Каире
Президент Египта Абдул-Фаттах Халил Ас-Сиси, президент Республики Кипр Никос Анастасиадис и премьер-министр Греции Антонис Самарас провели трёхсторонний саммит в Каире 8 ноября 2014 года, на котором лидеры трёх стран рассмотрели текущие проблемы в регионе Ближнего Востока и Средиземного моря. Главы государств согласились активизировать сотрудничество в области экономики, безопасности, туризма и энергетики, а также определить общие морские границы и ИЭЗ в Средиземном море.
На саммите в Каире лидеры Греции и Республики Кипр осудили террористические акты на территории Египта, выразили политическую поддержку египетскому правительству и договорились о взаимном сотрудничестве в международных организациях и форумах. Кроме того, Греция и Республика Кипр пообещали отстаивать позиции Египта в Европейском союзе. Абдул-Фаттах Халил Ас-Сиси, Никос Анастасиадис и Антонис Самарас договорились о дальнейшем поощрении иностранных инвестиций в египетскую экономику и инфраструктуру, пострадавших от восстаний в ходе Арабской весны, и об участии в Каирской экономической конференции 2015 года.

### Трёхсторонний саммит 2015 года в Никосии
В Никосии 29 апреля 2015 года состоялся новый саммит высокого уровня между главами правительств Республики Кипр, Египта и Греции. На саммите в Никосии присутствовали: президент Республики Кипр Никос Анастасиадес, президент Египта Абдул-Фаттах Халил Ас-Сиси и премьер-министр Греции Алексис Ципрас, которые подтвердили стремление к дальнейшему укреплению сотрудничества между тремя странами и договорились о сотрудничестве в вопросах на международной арене. Среди обсуждаемых вопросов была разработка месторождений углеводородов в Восточном Средиземноморье вдоль морской границы между странами в их исключительных экономических зонах.

### Трёхсторонний саммит 2017 года в Никосии
21 ноября 2017 года президент Египта Абдул-Фаттах Халил Ас-Сиси, президент Республики Кипр Никос Анастасиадес и премьер-министр Греции Алексис Ципрас провели переговоры в Никосии. Они обсудили разработку месторождений углеводородов в Восточном Средиземноморье и взаимовыгодные энергетические проекты. Лидеры трёх стран поддержали и приветствовали инициативы частного сектора в области реализации проектов энергетической инфраструктуры, важных для безопасности этих государств, таких как EuroAfrica Interconnector.

## Официальные визиты
5 сентября 2014 года министр иностранных дел Греции Евангелос Венизелос совершил официальный визит в Египет с целью укрепить отношения между странами. В Каире Евангелос Венизелос встретился с правительственными чиновниками и обсудил различные вопросы, представляющие взаимный интерес, такие как: иностранные инвестиции в страну, торговля и обмен мнениями о политической ситуации на Ближнем Востоке, которая касается и затрагивает эти средиземноморские страны, а также решение вопросов, представляющих взаимный интерес, в том числе определение границ ИЭЗ между странами и дальнейшее развитие сотрудничества между правительствами в международных организациях и форумах.
Президент Греции Прокопис Павлопулос 24 апреля 2015 года совершил официальный визит в Египет с целью укрепления греко-египетских отношений и активизации сотрудничества между правительствами стран, а также решения вопросов, представляющих взаимный интерес, таких как: ситуация на Ближнем Востоке и нелегальная иммиграция, которая касается обеих средиземноморских стран, а также определение морских границ между государствами.

## Дипломатические представительства
- Греция имеет посольство в Каире и генеральное консульство в Александрии[17].
- Египет содержит посольство в Афинах[18].